# Luis Colosio Fernández
Luis Colosio Fernández (Cucurpe, Sonora, 2 de marzo de 1923 - Hermosillo, Sonora, 6 de febrero de 2010) fue un político mexicano, miembro del Partido Revolucionario Institucional (PRI), fue presidente municipal de Magdalena y senador de la República. Padre de Luis Donaldo Colosio candidato del PRI a la presidencia de México asesinado en 1994.

## Biografía
Nacido en Magdalena de Kino y descendiente de inmigrantes italianos, contador y administrador autodidacta, desde muy joven a partir de 1958 se dedica a labores de minería en la región de Cucurpe, actividad que conserva hasta 1981, llegando a ser socio y gerente administrativo de Minera Lixivian, S.A. Posteriormente se dedica a la ganadería y siembra de forrajes desde 1961 hasta el año 2000. Casado con Ofelia Murrieta García, procreó una familia de 6 hijos: Martha Ofelia, Laura Elena, Víctor Manuel, Marcela Dolores, Claudia María y Luis Donaldo.
Administrador de una empacadora de carne, propiedad de empresarios estadounidenses, instalada en Magdalena de Kino derivada del Plan Marshall. Posteriormente ocupó los puestos de síndico regidor (1958-1961), regidor (1967-1970), oficial mayor (1976-1979) y secretario del Ayuntamiento de Magdalena de Kino.
Fue también coordinador administrativo del distrito de Riego de Temporal de la Secretaría de Agricultura y Recursos Hidráulicos en Sonora (1978-1980) y director administrativo del distrito Magdalena de Kino de la Secretaría de Agricultura y Recursos Hidráulicos (1979-1980).
Se afilió al Partido Revolucionario Institucional en el año de 1949, donde activamente participó en la CNOP desde el año de 1976 a 1981. En el año 2000 fue secretario adjunto de la Secretaría General del Comité Ejecutivo Nacional (CEN) del PRI y miembro del Consejo Político Estatal del PRI en Sonora.
En el año 1982 fue elegido presidente municipal de Magdalena, cargo que ejerció hasta 1985. Durante el sexenio del gobernador Manlio Fabio Beltrones fue designado secretario de Fomento Ganadero del Gobierno del Estado, cargo que ocupó desde 1991 a 1997. Posteriormente al terminar el gobierno de Beltrones fue nombrado delegado federal de la Secretaría de Agricultura.
Tras la muerte de su hijo, y durante quince años, dirigió marchas y participó en los aniversarios luctuosos exigiendo siempre el esclarecimiento del asesinato. Nunca creyó en la teoría del asesino solitario que concluyó el gobierno, por esa razón inició sus propias investigaciones. En coautoría con Samuel Palma César, escribió el libro A diez años, Colosio habla, libro que apoyó para su edición y publicación el entonces jefe de gobierno del Distrito Federal Andrés Manuel López Obrador Entre las principales citas donde habla del caso Colosio están las siguientes:

"Reclamar justicia no significa demandar un ajuste de cuentas o actos de venganza"

"Justicia es el elemento que cohesiona a las sociedades, porque en torno de ella se forja la cultura, se escribe la historia, se identifica a los actores, se repudian los actos que nos avergüenzan y se reconocen los hechos que nos engrandecen. Al exigir justicia se aspira a escribir la historia con verdad"

"Dicen que los ambientes de campaña no matan, que un contexto no asesina; eso es cierto en el sentido literal, porque finalmente los asesinatos los cometen las personas. Pero ni duda cabe que Donaldo fue ultimado en un clima profundo de deterioro de sus relaciones con el presidente Salinas"

En el discurso del 23 de marzo de 2001, Luis Colosio Fernández preguntó, cuestionando la justicia en México: "¿no hay autoridad a quien demandar justicia?" En un contexto general el padre de Colosio no consideraba que la opinión pública debiera ser una evidencia, ni que la vox populi debiera ser el tribunal de conciencia, lo que el padre de Colosio buscaba era la congruencia del Ministerio Público. Luis Colosio Fernández quien se erigió en la auténtica autoridad, con lo que supone de moral, al denunciar –como lo había hecho su hijo antes– el uso de las leyes para cometer injusticias, y el de la palabra para hacer de oídos sordos y escamotear la verdad. Según lo que el expresó ese 23 de marzo de 2001, el esperaba justicia "para evidenciar que México no se equivocó".
Desde el año 2000 hasta el 2006 fue senador por Lista Nacional en la primera posición de su circunscripción, llevando como suplente a Blanca Ruth Esponda Espinosa. Debido a su estado de salud deteriorado por un mal renal, no pudo ejercer su cargo la mayor parte de su periodo, tomando asistencia 10 veces durante todo su período y apoyando la votación nominal de 18 iniciativas de ley. Fue integrante de la comisión de agricultura y ganadería del Senado de la República.
Como Senador de la República pidió que se retirara la propuesta de que su hijo Luis Donaldo Colosio recibiera la medalla Belisario Domínguez. Pugnó también porque se aumentara la protección en el Alto Golfo de California de las especies marinas Totoaba y Vaquita Marina a la vez de que no se dañara el ingreso de los pescadores de la zona por las medidas proteccionistas. Fue artífice de la propuesta de homologación de los precios de las gasolinas en la frontera norte del país con los de la frontera sur de los Estados Unidos.
Perteneció a distintas organizaciones de la sociedad civil de Magdalena de Kino, siendo integrante permanente del patronato de la Cruz Roja y de los bomberos. Fue socio activo del Club Rotario. Participó dentro del Consejo de Vigilancia de la Unión Ganadera Regional en Sonora. Así mismo fue consejero regional de Bancomer desde 1966 a 1989.
Ocupó varias presidencias de asociaciones regionales entre las que destacan:
- Presidente de la Asociación Ganadera de Magdalena de Kino, Sonora (1972-1974).
- Presidente de la Unidad para la Conservación de Caminos Vecinales, en Magdalena de Kino, Sonora (1973-1983).
- Presidente de la Asociación de Pequeños Mineros del Norte de Sonora (1980-1981).
- Presidente del patronato del Centro de Investigaciones Agrícolas del Noroeste (1990-1992).

Falleció el 6 de febrero de 2010 a causa de una neumonía en Hermosillo, Sonora. Fue sepultado en el cementerio de Magdalena de Kino en el mausoleo de su hijo y su nuera Diana Laura Riojas, reposan ahí los tres juntos.